# Stanwellia
Genre
Synonymes
- Aparua Todd, 1945

Stanwellia est un genre d'araignées mygalomorphes de la famille des Pycnothelidae.

## Distribution
Les espèces de ce genre se rencontrent en Nouvelle-Zélande et en Australie.

## Liste des espèces
Selon World Spider Catalog (version 21.0, 02/07/2020) :
- Stanwellia annulipes (C. L. Koch, 1841)
- Stanwellia bipectinata (Todd, 1945)
- Stanwellia grisea (Hogg, 1901)
- Stanwellia hapua (Forster, 1968)
- Stanwellia hoggi (Rainbow, 1914)
- Stanwellia hollowayi (Forster, 1968)
- Stanwellia houhora (Forster, 1968)
- Stanwellia inornata Main, 1972
- Stanwellia kaituna (Forster, 1968)
- Stanwellia media (Forster, 1968)
- Stanwellia minor (Kulczyński, 1908)
- Stanwellia nebulosa (Rainbow & Pulleine, 1918)
- Stanwellia occidentalis Main, 1972
- Stanwellia pexa (Hickman, 1930)
- Stanwellia puna (Forster, 1968)
- Stanwellia regia (Forster, 1968)
- Stanwellia taranga (Forster, 1968)
- Stanwellia tuna (Forster, 1968)

## Publication originale
- Rainbow & Pulleine, 1918 : Australian trap-door spiders. Records of the Australian Museum, vol. 12, p. 81-169 (texte intégral).